# Khalida Rachid Khan
Khalida Rashid Khan (Peshawar, 25 de setembre de 1949) és una jurista pakistanesa. Va començar el 1974 com la primera jutgessa en la Província de la Frontera del Nord-oest i va arribar a ser la primera jutgessa del Tribunal Suprem del Pakistan el 1994. De 2007 a 2001 va ser vicepresidenta del Tribunal Penal Internacional per a Ruanda i presidenta del 2011 al 2012, i des del 2012 és jutgessa del Tribunal Penal Internacional per a l'antiga Iugoslàvia.

## Biografia
Khan va estudiar a la Universitat de Peshawar i s'hi va graduar amb un Màster en Ciències Polítiques i llicenciada en Dret. El 1974 es va convertir en la primera dona jutgessa de la Província de la Frontera del Nord-oest. Judge Khan obtained a LLB degree from Khyber Law College, Peshawar in 1969 and an he Masters in Political Science degree from Peshawar University in 1971 Després es va convertir en jutge civil superior, jutge de districte i jutgessa de sessions i fou nomenada jutgessa de l'Alt Tribunal de Peshawar (Pakistan) al juny de 1994. També havia ocupat nombrosos càrrecs administratius, com ara el Secretària de Justícia i Dret a la Província del Nord-Oest. Entre 1981-1982 fou membre del tribunal especial contra la corrupció a Peshawar dels hazares.
A partir de 2003 va ser jutgessa al Tribunal Penal Internacional per a Ruanda a Arusha, del que en fou vicepresidenta el 2007-2011, i jutgessa de la Sala de Primera Instància III. De 2011 a 2012 va ser presidenta del Tribunal com a successora de Dennis Byron. El març de 2012 va prendre el càrrec de jutge del Tribunal Penal Internacional per a l'antiga Iugoslàvia a la Haia.
És membre de l'Associació Internacional de Dones Jutges, EUA i ha assistit a nombroses conferències internacionals. Va aportar un document al Col·loqui Judicial Regional d'Àsia/Pacífic Sud a Hong Kong el 20 de maig de 1996, sota el títol "Dones i drets humans a la regió d'Àsia i el Pacífic, una perspectiva del sud d'Àsia". un treball sobre "Creativitat judicial en acció" a Dublín, a la 6a Conferència Biennal de l'Associació Internacional de Dones Jutges, al maig de 2002. Ha treballat àmpliament per erradicar el treball infantil a Pakistan i Àsia del Sud.